# 내면고등학교
내면고등학교(內面高等學校)는 대한민국 강원특별자치도 홍천군 내면 창촌리에 있는 공립 고등학교이다.

## 학교 연혁
- 1983년 11월 21일 : 내면고등학교 6학급 설립인가
- 1984년 3월 1일 : 초대 박순신 교장 부임
- 1984년 3월 5일 : 제1회 입학식 거행
- 1984년 5월 20일 : 개교식 거행
- 1987년 2월 13일 : 제1회 졸업식 거행
- 2017년 3월 1일 : 제13대 고명종 교장 부임
- 2019년 3월 4일 : 2019학년도 입학식
- 2020년 1월 5일 : 제34회 졸업식 거행(졸업생 누계 1,717명)

## 참고 자료
- 내면고등학교 - 한국교육학술정보원 학교알리미